# Aedes cogilli
Aedes cogilli är en tvåvingeart som beskrevs av Edwards 1922. Aedes cogilli ingår i släktet Aedes och familjen stickmyggor. Inga underarter finns listade i Catalogue of Life.